# Alan Arnold Griffith
Alan Arnold Griffith (* 13. Juni 1893 in London; † 13. Oktober 1963) war ein britischer Ingenieur, der besonders wegen seiner Arbeiten zur Materialermüdung (1920) als Begründer der Bruchtheorie und über Strahlturbinen (1926) bekannt wurde.

## Leben
Griffith studierte Maschinenbau in Liverpool, was er mit der Promotion abschloss, und war ab 1915 bei der Royal Aircraft Factory, dem späteren Royal Aircraft Establishment (RAE). Von großem Einfluss war seine Bruchtheorie, die er 1920 veröffentlichte. In der Bruchmechanik ist der Griffith-Riss nach ihm benannt. Seine Arbeit von 1926 über den aerodynamischen Entwurf von Turbinenschaufeln in Triebwerken war ebenfalls richtungweisend. 1930 war er als Gutachter wesentlich für die Ablehnung von Frank Whittles Vorschlag eines Strahltriebwerks verantwortlich, griff die Idee aber 1940 wieder auf. Er wurde leitender Wissenschaftler in den Laboratorien des Luftfahrtministeriums in South Kensington und ab 1931 wieder bei der RAE, wo er 1938 die Leitung der Abteilung Antriebsentwicklung hatte. Er arbeitete von 1939 bis 1960 als Leiter der Triebwerksentwicklung bei Rolls-Royce und entwickelte dort richtungsweisende Triebwerke, wie zum Beispiel das Rolls-Royce Avon und das Rolls-Royce Soar.
1917 entwickelte er mit Geoffrey Ingram Taylor eine experimentelle Methode, Spannungen in Modellen mechanischer Systeme durch Seifenhäute darzustellen.
Er war Fellow der Royal Society.